# Джорджо Мінізіні
Джорджо Мінізіні (італ. Giorgio Minisini, 9 березня 1996) — італійський синхронний плавець.
Чемпіон світу з водних видів спорту 2017, 2022 років, призер 2015, 2019 років.
Призер Чемпіонату Європи з водних видів спорту 2016, 2018 років.